# Витебский (посёлок)
Витебский (баш. Витебский) — упразднённый в 2005 году посёлок Майского сельсовета Иглинского района Республики Башкортостан.

## География
Находился Витебский на сельской дороге из села Майский в д. Амирово у реки Суелга.

### Географическое положение
Расстояние до (на 1 января 1969):
- районного центра (Иглино): 58 км,
- центра сельсовета (Майский): 4 км,
- ближайшей ж/д станции (Улу-Теляк): 13 км.

## История
Название от именования бывшей Витебской губернии, согласно Словарю топонимов Башкирской АССР (1980).
Закон Республики Башкортостан от 20 июля 2005 года № 211-з «О внесении изменений в административно-территориальное устройство Республики Башкортостан в связи с образованием, объединением, упразднением и изменением статуса населённых пунктов, переносом административных центров» гласил:

ст.1

4. Упразднить следующие населенные пункты:

21) в Иглинском районе:

в) поселок Витебский Майского сельсовета

## Население
На 1 января 1969 года проживали 72 человека; преимущественно русские.